# Neaera bahamensis
Neaera bahamensis là một loài ruồi trong họ Tachinidae.